# 赫莱瓦河
赫莱瓦河（烏克蘭語：Глева），是烏克蘭北部的河流，屬於博布里齊亞河的右支流。該河發源自赫萊瓦哈，流經基輔州的法斯蒂夫區，河道全長15公里。